# Юмадыбаш
Юмадыбаш (баш. Йомазыбаш) — село в Шаранском районе Башкортостана, относится к Чалмалинскому сельсовету.

## Население
| 2002 | 2009 | 2010 |
| ---- | ---- | ---- |
| 622  | ↘588 | ↘519 |

Национальный состав
Согласно переписи 2002 года, преобладающая национальность — башкиры (76 %).

## Известные уроженцы
- Мустакимов, Зайнулла Мустакимович (1924—1945) — наводчик орудия 536-го истребительно-противотанкового артиллерийского полка (14-я истребительно-противотанковая артиллерийская бригада, 2-я гвардейская армия, 1-й Прибалтийский фронт), рядовой, Герой Советского Союза.
- Фаррахов, Минихази Минивалеевич (19 марта 1931 года — 1 февраля 2003 года) — начальник цеха по добыче нефти и газа нефтегазодобывающего управления «Мамонтовнефть» производственного объединения «Юганскнефтегаз» Тюменской области, Герой Социалистического Труда.

## Географическое положение
Расстояние до:
- районного центра (Шаран): 15 км,
- центра сельсовета (Чалмалы): 15 км,
- ближайшей ж/д станции (Туймазы): 40 км.